# Celestino Aós Braco
Celestino Aós Braco (né le 6 avril 1945 à Artaiz (Unciti) dans la province de Navarre en Espagne) est un religieux catholique capucin, évêque de Copiapó de 2014 jusqu'à sa nomination comme administrateur apostolique de l'archidiocèse de Santiago du Chili le 23 mars 2019,, puis comme archevêque le 27 décembre 2019.
Il est créé cardinal par le pape François au consistoire du 28 novembre 2020. Il quitte ses fonctions d'archevêque de Santiago le 25 octobre 2023.

## Biographie
Celestino Aós Braco étudie la philosophie à l'Université de Saragosse, puis la théologie à Pampelune. Il prononce ses vœux de capucin le 15 août 1964, fête de l'Assomption, à Sangüesa et sa profession perpétuelle le 16 septembre 1967 à Pampelune. Il est ordonné prêtre le 30 mars 1968, puis est envoyé par ses supérieurs comme professeur à Lecaroz–Navarra et vicaire à Tudela. 
Il obtient sa licence de psychologie de l'université de Barcelone en 1980. En 1980-1981, il obtient une bourse pour effectuer des recherches en psychologie à l'université pontificale catholique du Chili. À son retour en Espagne, il enseigne à Pampelune et il est vicaire dans une paroisse de Saragosse. En 1983, il est transféré au Chili afin de diriger la communauté des capucins de Los Ángeles, puis celle de Recreo, tout en étant curé de paroisse. Il est nommé vicaire épiscopal, chargé des communautés de vie consacrée du diocèse de Valparaiso. Plus tard, il est responsable des questions économiques des capucins du Chili, puis chancelier du tribunal ecclésiastique de Valparaíso, juge du tribunal ecclésiastique de Concepción, et enfin trésorier de l'association des droit canon du Chili.
Le pape François le nomme évêque de Copiapó le 25 juillet 2014. Il est consacré le 18 octobre suivant par le nonce apostolique au Chili (en), Ivo Scapolo, accompagné par Gaspar Quintana Jorquera et Pablo Lizama Riquelme.
Le 23 mars 2019, le pape le nomme administrateur apostolique de l'archidiocèse de Santiago du Chili. Il quitte alors ses fonctions à Copiapó, un administrateur diocésain étant nommé pour gérer le diocèse jusqu'à la nomination d'un nouvel évêque. C'est lui-même qui en est nommé archevêque, le 27 décembre 2019.
Le 25 octobre 2023, il démissionne de sa fonction d'archevêque de Santiago.
Il atteint l'âge de 80 ans le 6 avril 2025, l'empêchant de prendre part aux votes du prochain conclave.

## Succession apostolique
Celestino Aós Braco a ordonné les évêques suivants :
- Évêque Ricardo Basilio Morales Galindo (de), O. de M. (2020)
- Évêque Julio Larrondo Yáñez (es) (2020)
- Évêque Carlos Godoy Labraña (es) (2021)
- Évêque Cristián Castro Toovey (es) (2021)
- Évêque Isauro Ulises Covili Linfati (de), O.F.M. (2022)
- Évêque Álvaro Chordi Miranda (2022)
- Évêque Luis Migone Repetto (es) (2023)